# Olga Danilov
Pour les articles homonymes, voir Danilov.
Olga Danilov, née le 27 novembre 1973 à Kharkiv, est une patineuse de vitesse sur piste courte israélienne.

## Biographie
Elle participe aux épreuves de patinage de vitesse sur piste courte aux Jeux olympiques de 2002.